# Моделі скульптур Мікеланджело
Щоби митцеві форму з каменя здобуть,

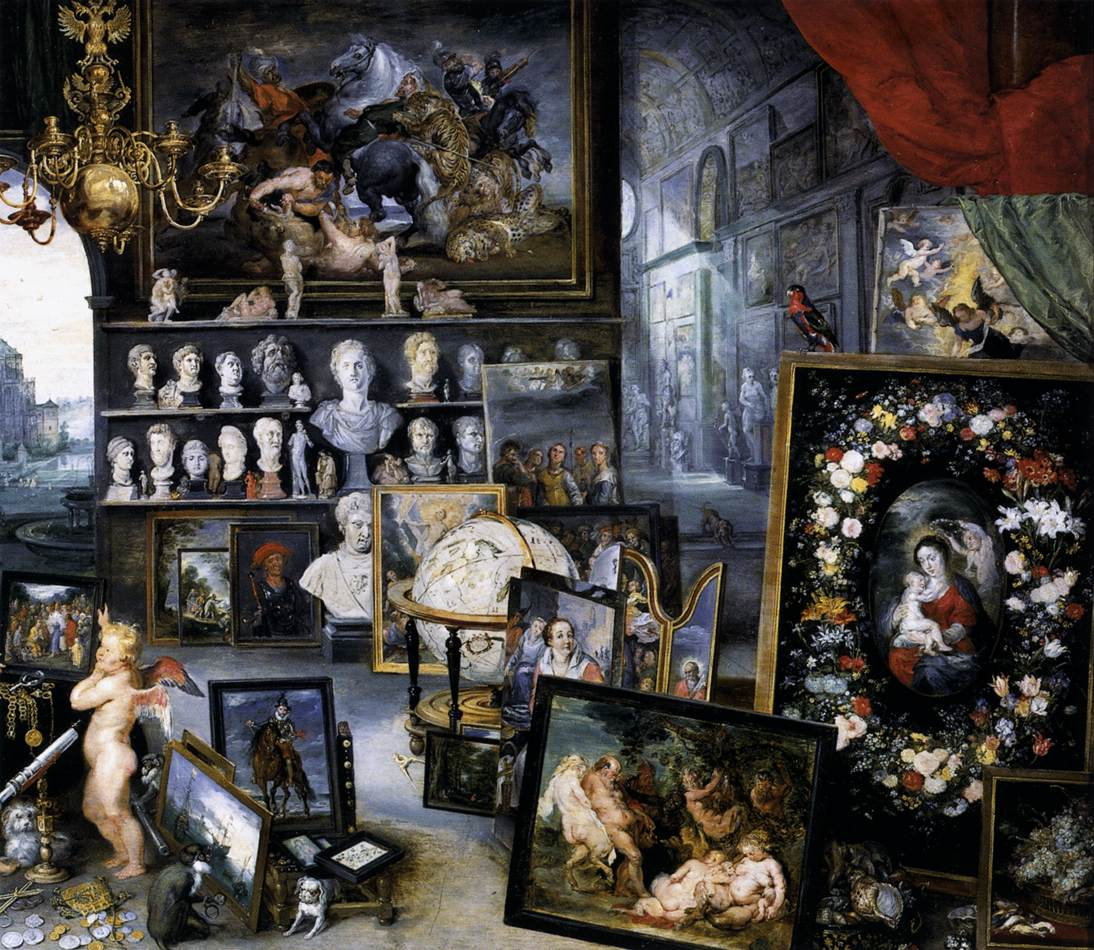
Пітер Брейгель старший. «Алегорія бачення» (1617) (фрагмент)

Побачене у ньому, перш за все, у глині

Він повинен відтворити, просто, без гордині,

Іскру життя, дар Божий, щоб спіймать
Da che concetto ha l'arte intera e diva

Le membra e gli atti d'alcun, poi di quello

D'umil materea un simplice modello

E 'l primo parto che da quel deriva
Мікеланджело, сонет XIV[а]

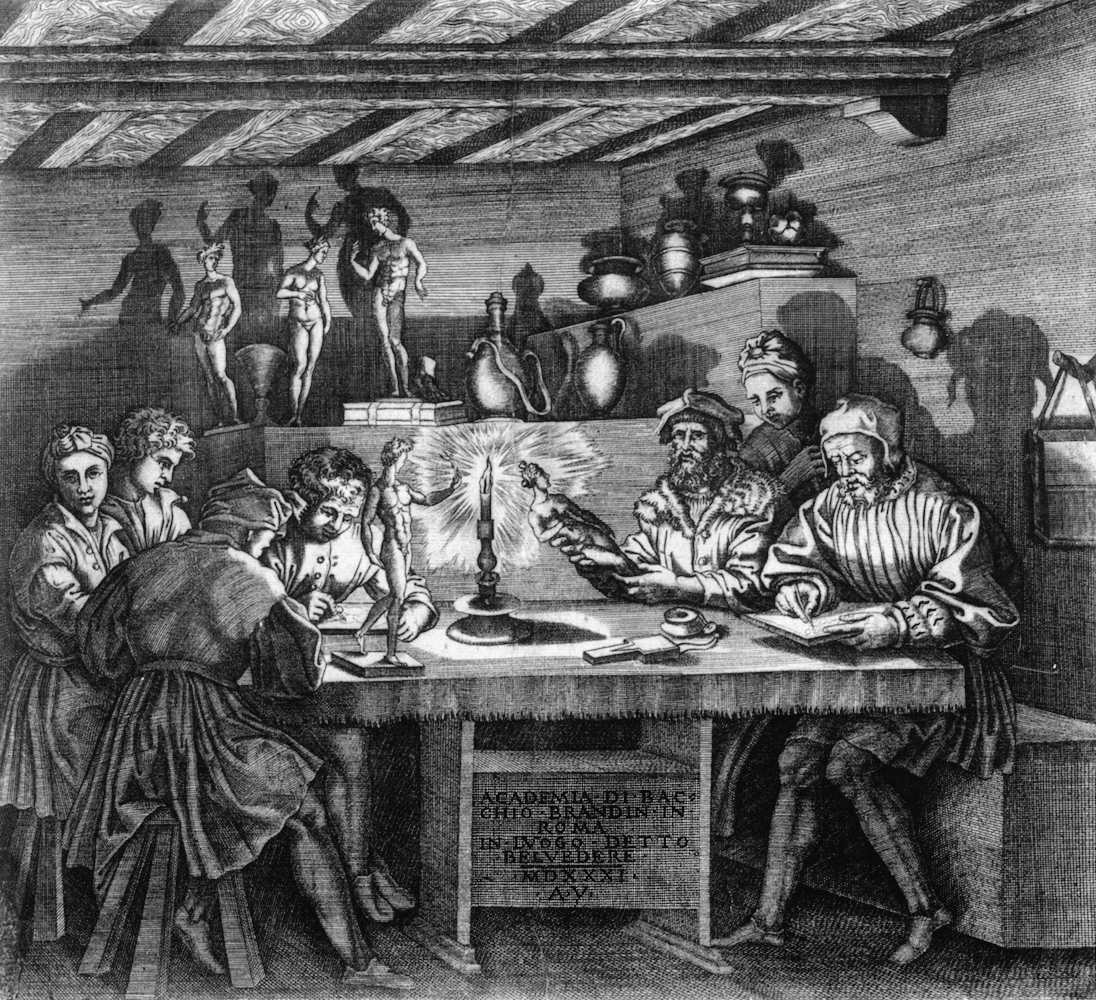
Аґостіно Вінеціано. «Скульптурна майстерня Баччо Бандінеллі» (гравюра, 1531)

Попередня робота Мікеланджело над статуєю починалася із замальовок пером загальної композиції майбутньої скульптури, а також окремих її аспектів. Після цього майстер ліпив із воску чи глини невеликі ескізи — боццетто (італ. bozzetto)[б].
Вважається, що більше ніж п'ятиметрова статуя «Давида» була висічена із мармуру за вощаною моделлю, розмір якої не перевищував 30 см[в].
Бенвенуто Челліні стверджував, що, іноді Мікеланджело робив попередні моделі такого ж розміру як майбутня статуя, і що він бачив великі моделі ризниці церкви Святого Лоренцо. У листах та записах Мікеланджело стверджував, що між 1524 та березнем 1526 року він завершив чотири великі моделі для капели Медичі — «Джуліано» та «Лоренцо II Медичі», чотири пори доби та двох річкових богів. З великих моделей зберігся тільки «Річковий бог» (Каза Буонарроті).
На картині Пітера Брейгеля старшого «Алегорія бачення» зображено чотири моделі Мікеланджело — «Ніч», «Раб, що рве пута», «Вмираючий раб» та «Ранок», які розміщені на полиці над шафою із бюстами.

## Питання достовірності
Гравюра Аґостіно Вінеціано, сучасника Мікеланджело, зображає учнів тогочасної скульптурної майстерні, які вивчають невеликі глиняні моделі статуй. Моделі статуй відомих скульпторів надзвичайно цінувалися. Відомо, що Мікеланджело подарував деякі зі своїх боццетто, хоча більшість знищив перед смертю.
Лазарєв вважав, що тільки 10 — 12 моделей можуть вважатися дійсно автентичними. На думку інших дослідників (серед них — Шарль де Тольнай) тільки моделі у колекції Каза Буонарроті є справжніми.

## Колекції моделей за музеями

### Каза Буонарроті

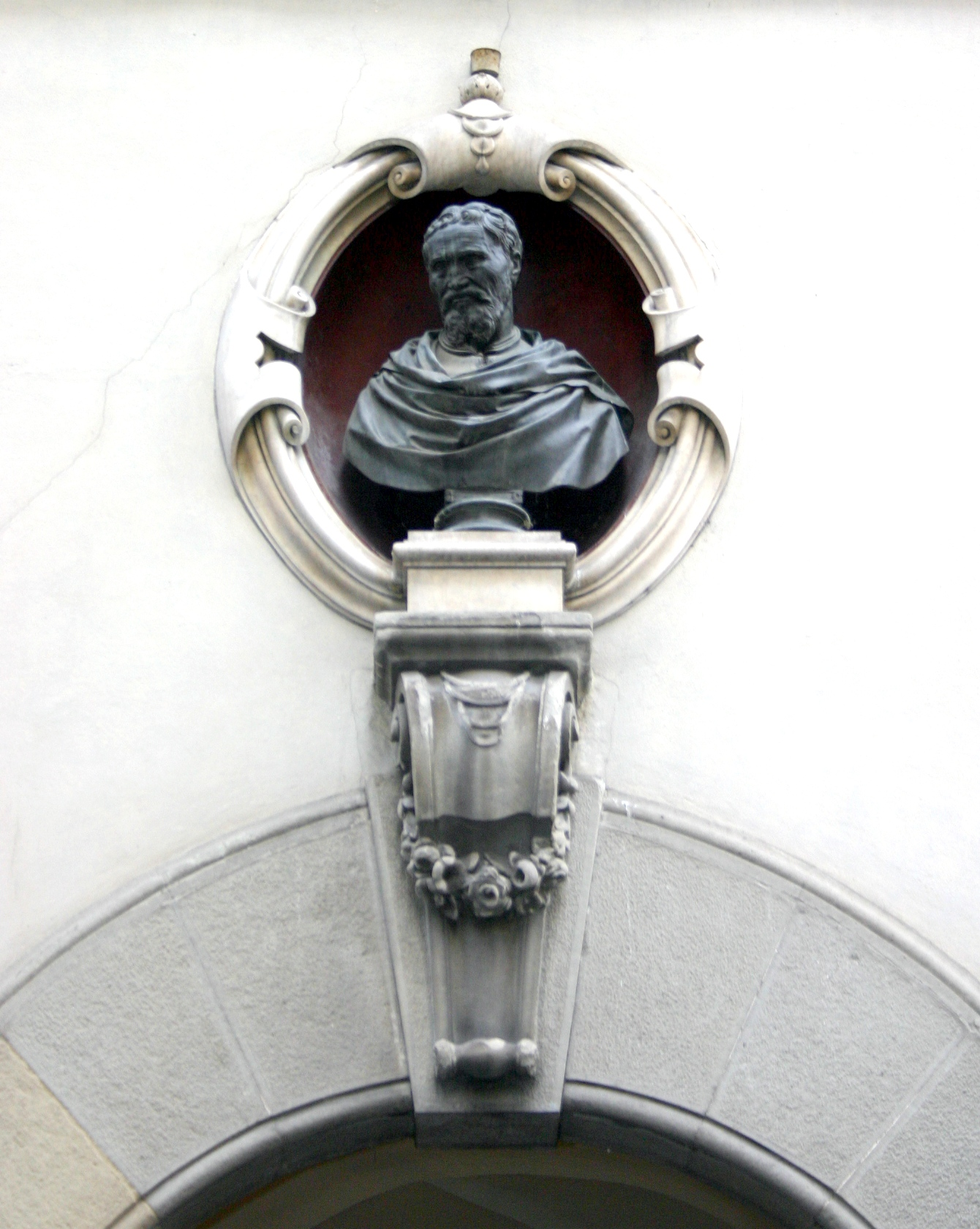
Бюст Мікеланджело над входом до музею Каза Буонарроті
(копія бюсту Даніеле да Вольтерра у Академії витончених мистецтв)

В основному, колеція музею була зібрана його засновником, Мікеланджело Буонарроті (молодшим), який намагався знайти якнайбільше речей, що стосувалися його дядька. Таким чином, цілком можливо, що усі 19 невеликих воскових та глиняних моделей у музеї — робота Мікеланджело. У 1911 році їх досліджував Ерік Маклеґен (англ. Eric Maclagan), який зазначив, що на той час жодного списку цих моделей, окрім записів Генрі Тода (нім. Henry Thode) не було опубліковано.
| № п/п | Назва                                                              | Зображення | Створено                     | Матеріал              | Розміри (В х Ш х Г)           | Примітки                                                                                                |
| ----- | ------------------------------------------------------------------ | ---------- | ---------------------------- | --------------------- | ----------------------------- | --- |
| 1     | «Оголений чоловік» (італ. Nudo virile I)                           |            | бл. 1501 —1503 (1504?)       | віск                  | 49 см (19,5 дюймів)           | авторство Мікеланджело спірне можливо, копія за Мікеланджело                                            |
| 2     | «Чоловічий торс» (італ. Torso virile I)                            |            | бл. 1513 (1534 —1536)        | теракота              | 23 см (9,5 дюймів)            | |
| 3     | «Чоловічий торс II» (італ. Torso virile II)                        |            | бл. 1513 (1530?)             | глина                 | 22,5 см (8,5 дюймів)          | модель для скульптури «Раб, що пробуджується»                                                           |
| 4     | «Оголена жінка» (італ. Nudo femminile)                             |            | бл. 1513 —1532 (1525 —1530?) | глина                 | 35 см (13,5 дюймів)           | збереглася погано                                                                                       |
| 5     | Боццетто для «Річкового бога» (італ. Bozzetto per un Dio fluviale) |            | бл. 1524 (1540?)             | віск                  | ? см х 22 см (9 дюймів)       | чи «Раба»                                                                                               |
| 6     | «Річковий бог» (італ. Dio fluviale)                                |            | бл. 1524                     | дерево, глина, клоччя | ? см х 180 см (? х 70 дюймів) | можливо, що статуя призначалася для капели Медичі вважалася роботою Бартоломео Амманаті                 |
| 7     | «Двоє бійців» (італ. Due lottatori)                                |            | бл. 1525 (1528?)             | глина                 | 41 см (16,5 дюймів)           | також називається «Геркулес та Как» або «Перемога» єдина багатофігурна модель, що збереглася            |
| 8     | «Оголений чоловік II» (італ. Nudo virile I)                        |            | бл. 1540 (1504?)             | віск                  | 54 см (21,5 дюймів)           | можливо, що копія за Мікеланджело (XVI ст.)                                                             |
| 9     | Боццетто для «Розп'яття» (італ. Bozzetto per un crocifisso)        |            | бл. 1562                     | глина                 | 20,5 см                       | Авторство Мікеланджело спірне, хоча й визнане де Тольнай у 1965 році як «пізня робота Великого Майстра» |
| 10    | «Святий Джером» (італ. San Girolamo)                               |            |                              | віск                  |                               | Модель приписується Мікеланджело                                                                        |

### Музей Вікторії та Альберта

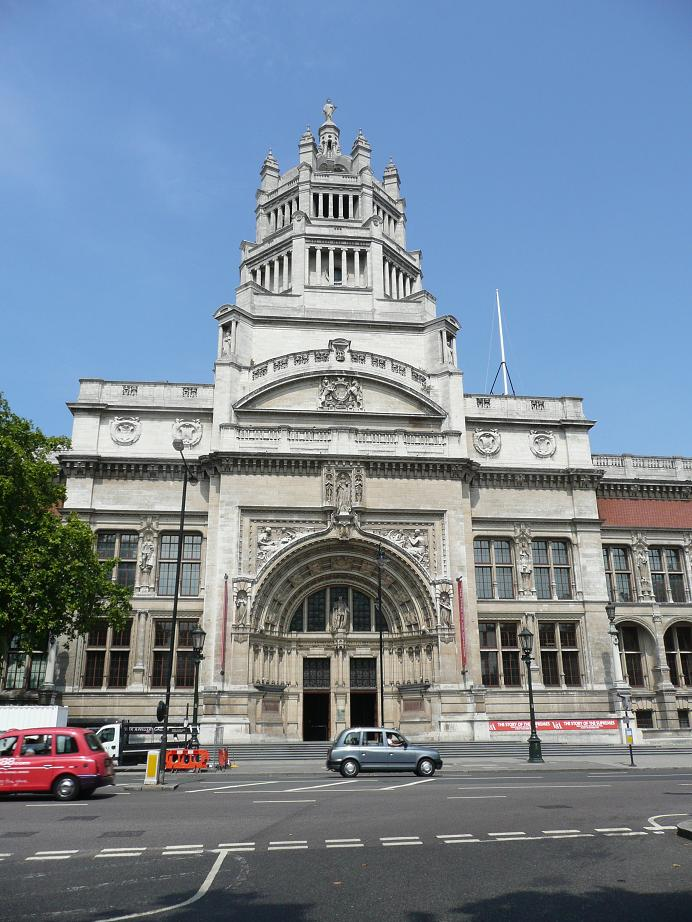
Музей Вікторії та Альберта

| № п/п | Назва                                                                   | Зображення | Створено       | Матеріал | Розміри (В х Ш х Г) | Примітки                                                                                  |
| ----- | ----------------------------------------------------------------------- | ---------- | -------------- | -------- | ------------------- | ----------------------------------------------------------------------------------------- |
| 1     | Модель для статуї «Молодий раб» (італ. Bozzetto per lo Schiavo giovane) |            | бл. 1516 —1519 | віск     | 17,6 х 5 х 6,5 см   | з колекції Ґерардіні (італ. Gherardini)                                                   |
| 2     | Модель для статуї «Ніч» (італ. Notte)                                   |            | бл. 1524       | теракота | 21,7 х 26,7 см      | Значні пошкодження спини моделі, відсутня права рука нижче ліктя та права стопа           |
| 3     | Модель для статуї «Ранок» (італ. Aurora)                                |            | бл. 1524       | теракота | 17,8 см х 21,8 см   | Значні пошкодження спини моделі, дещо відмінна поза                                       |
| 4     | Права рука Христа (італ. Pietà)                                         |            | бл. 1498       | теракота | ? х 26,7 см         | До Христа із скульптурної групи «Ватиканська П'єта» рука більш зігнута у зап'ясті         |
| 5     | Права кисть Мойсея (італ. Mosè)                                         |            | бл. 1513       | теракота | ? х 19,2 см         | За Генрі Тодом — копія зі статуї, хоча інші дослідники вважають її за роботу Мікеланджело |

### Британський музей

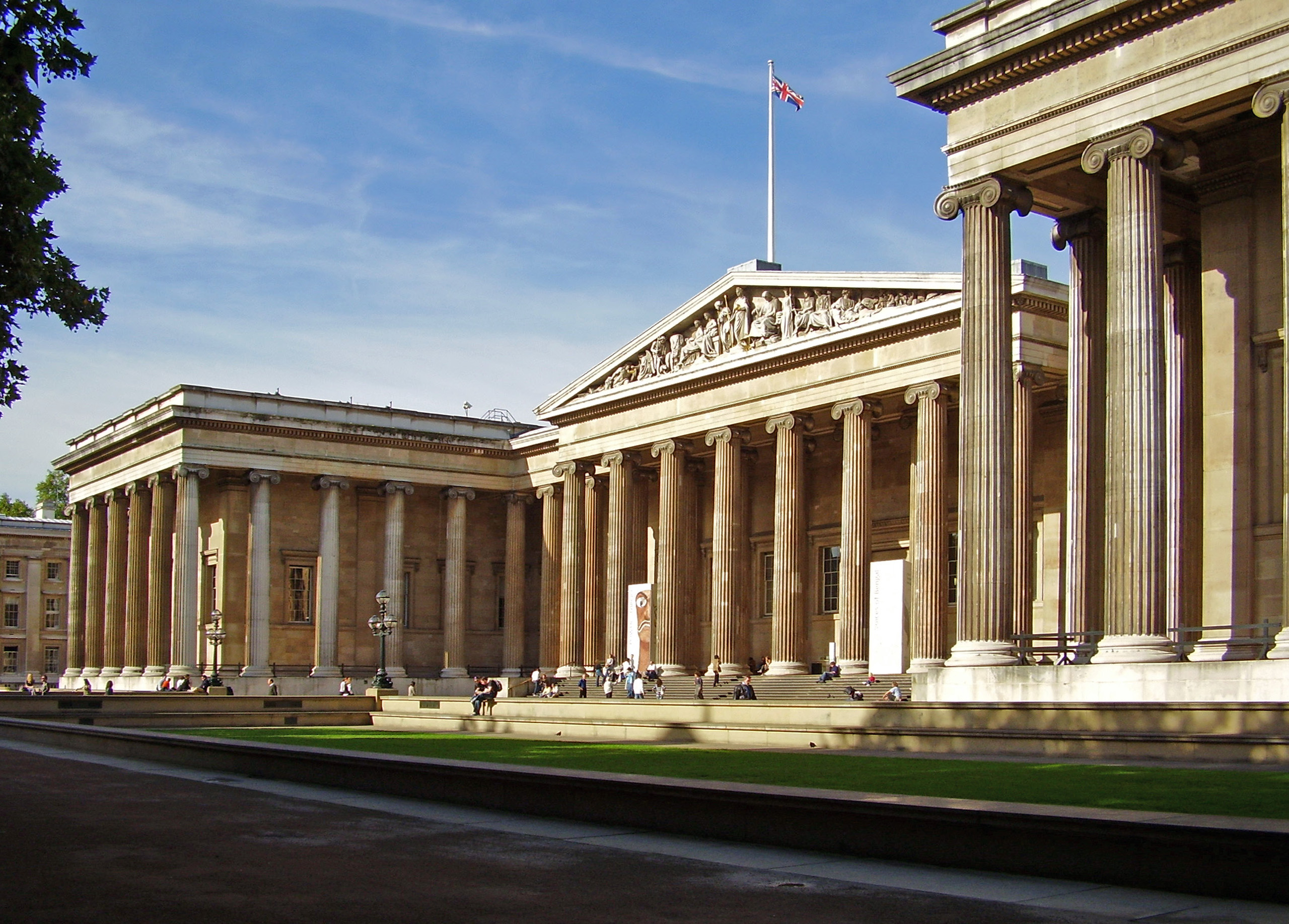
Британський музей

Ці дві моделі було придбано у Каза Буонарроті.
| № п/п | Назва                                                                    | Зображення | Створено | Матеріал | Розміри (В х Ш х Г)         | Примітки                                                     |
| ----- | ------------------------------------------------------------------------ | ---------- | -------- | -------- | --------------------------- | ------------------------------------------------------------ |
| 1     | Восковий ескіз для «Річкового бога» (італ. Bozzetto per un Dio fluviale) |            | бл. 1525 | віск     | ? см х 12 см (? х 5 дюймів) | Попередній ескіз для «Річкового бога»                        |
| 2     | «Чоловічий торс» (італ. Torso virile)                                    |            | бл. 1530 | теракота | 29 см (11,5 дюймів)         | пізніше було помальовано у зелений колір і відновлено воском |

### Х'юстонський музей образотворчих мистецтв

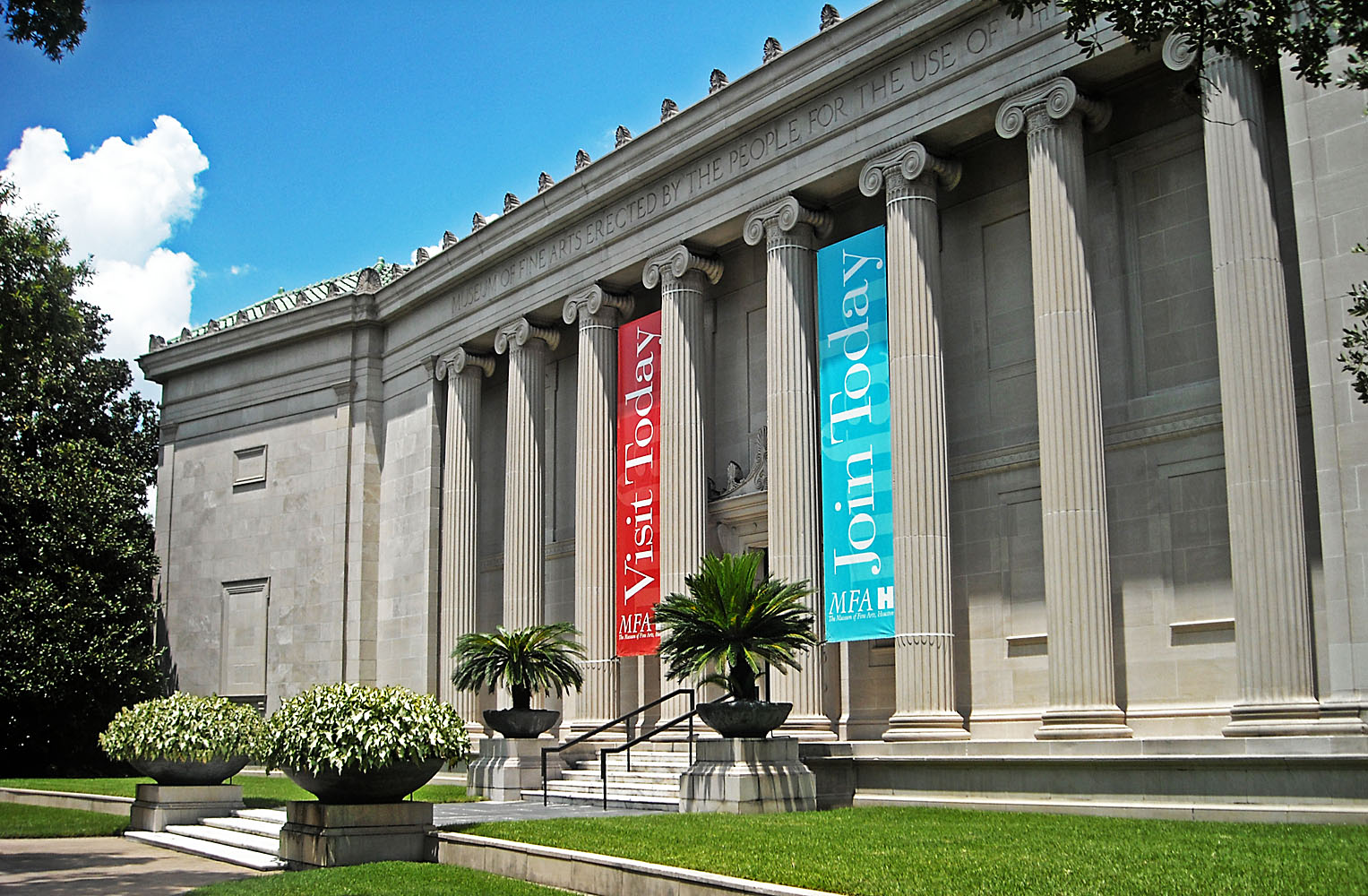
Х'юстонський музей образотворчих мистецтв

Ця модель походить із колекції Персі Штрауса (англ. Percy Strauss), яку він та його дружина передали музеєві. Саму роботу було придбано 1938 року на аукціоні «Крістіз», коли було проведено розпродаж колекції фон Прауна.
| № п/п | Назва                                   | Зображення | Створено | Матеріал | Розміри (В х Ш х Г) | Примітки                                                                               |
| ----- | --------------------------------------- | ---------- | -------- | -------- | ------------------- | -------------------------------------------------------------------------------------- |
| 1     | Модель для статуї «День» (італ. Giorno) |            | бл. 1524 | теракота | 17,8 см х 31,8 см   | Повністю закінчене обличчя фігури, тоді як обличчя «Дня» у капелі Медичі — незавершене |

### Музей Ванкувера

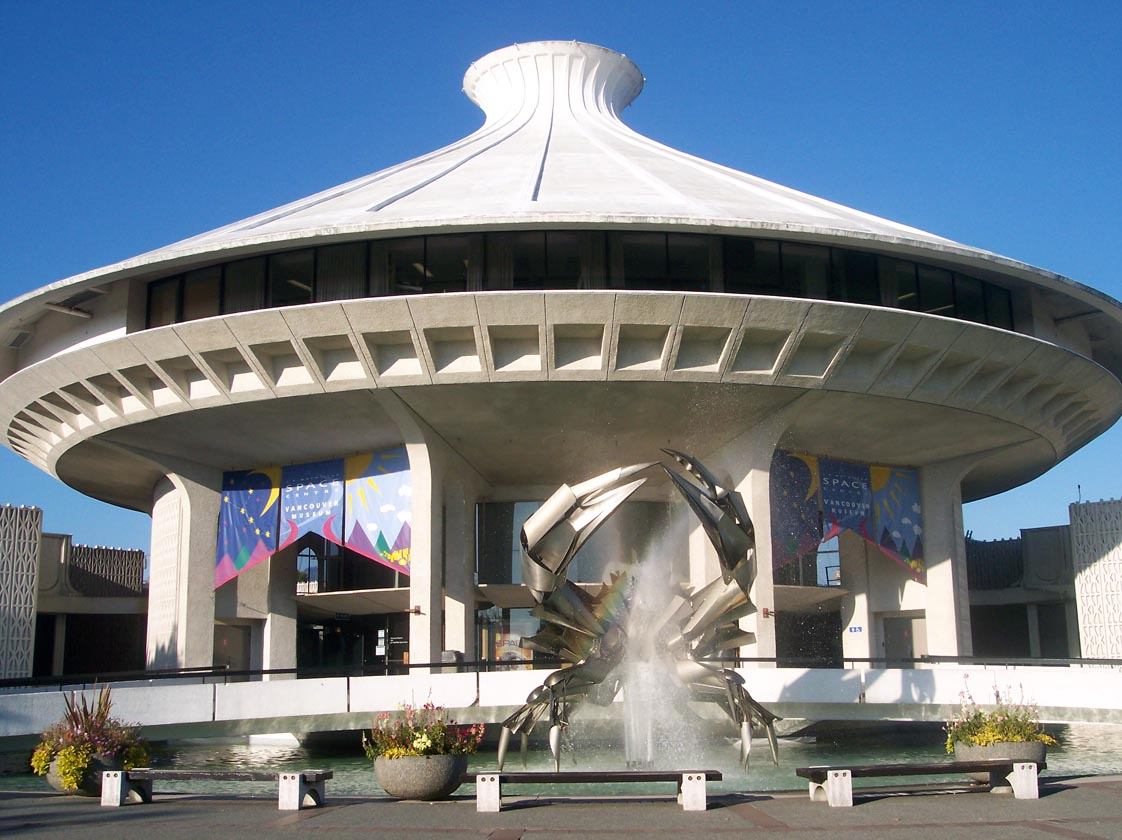
Музей Ванкувера

До колекції музею входять 17 моделей, придбані 1938 року на аукціоні «Крістіз». Первинно ці моделі входили у колекцію фон Прауна.
| № п/п | Назва | Зображення | Створено | Матеріал | Розміри (В х Ш х Г)         | Примітки                                              |
| ----- | --- | ---------- | -------- | -------- | --------------------------- | ----------------------------------------------------- |
| 1     | Частина спини та ліве стегно відхиленої фігури (англ. The Back Side and Left Thigh of a Reclining Rigure) |            | бл. 1524 | теракота | 27,3 см діагональ — 30,7 см |                                                       |
| 2     | Права кисть «Ранку» (англ. The Right Hand of Dawn)                                                        |            | бл. 1524 | теракота | 10,8 см                     |                                                       |
| 3     | Права чоловіча рука (Права рука «Вечора») (англ. A Right Male Arm (The right arm of the «Evening»))       |            | бл. 1502 | теракота | 20,4 см                     |                                                       |
| 4     | Ліва рука, плече та частина спини (англ. A Left Arm, Shoulder and Part of the Back)                       |            | бл. 1524 | теракота | 27,3 см діагональ — 30,7 см | можливо, що теж для «Вечора»                          |
| 5     | Ліва кисть «Ночі» (англ. The Left Hand of the Night)                                                      |            | бл. 1524 | теракота | 7,8 см                      |                                                       |
| 6     | Права зігнута нога «Джуліано Медичі» (англ. The Right Bent Leg of Giuliano de'Medici)                     |            | бл. 1524 | теракота | 17,3 см                     |                                                       |
| 7     | Права зігнута нога «Джуліано Медичі» (англ. The Right Bent Leg of Giuliano de'Medici)                     |            | бл. 1514 | теракота | 13,5 см                     | попередній ескіз                                      |
| 8     | Права кисть «Лоренцо II Медичі» (англ. The Right Hand of Lorenzo de'Medici)                               |            | бл. 1524 | теракота | 12,2 см                     |                                                       |
| 9     | Рівна права нога (англ. A Straight Standing Leg)                                                          |            | бл. 1519 | теракота | 20,8 см                     |                                                       |
| 10    | Торс юнака (англ. A Torso of a Youth)                                                                     |            | бл. 1489 | теракота | 11,5 см                     |                                                       |
| 11    | Струнка права нога (англ. A Slender Right Leg)                                                            |            | бл. 1492 | теракота | 17,3 см                     | Права нога Христа із Розп'яття церкви Санто Спірито   |
| 12    | Струнка ліва нога (англ. A Slender Left Leg)                                                              |            | бл. 1498 | теракота | 16,8 см                     | Ліва нога Христа із «Ватиканської П'єти»              |
| 13    | Пряма ліва нога (англ. An Erect Standing Left Leg)                                                        |            | бл. 1513 | теракота | 18,6 см                     | Перший ескіз для лівої ноги «Христа із хрестом»       |
| 14    | Ліва стопа та частина ноги (англ. A Left Foot with Part of the Leg)                                       |            | бл. 1513 | теракота | 7,8 см                      | Тод вважав, що ця стопа є частиною попередньої моделі |
| 15    | Стиснута права кисть (англ. A Clasping Right Hand)                                                        |            |          | теракота | 10,7 см                     | Є частиною втраченої моделі із колекції фон Прауна    |
| 16    | Праве стегно, коліно та частина тіла чоловіка (англ. A Right Thigh, Knee and Part of a Male Body)         |            |          | теракота | 23,5 см                     |                                                       |
| 17    | Чоловічий торс (англ. A Torso of a Male)                                                                  |            | бл. 1492 | теракота | 20,4 см                     |                                                       |

## Завваги
а. ^ Сонет датовано 1550 роком. Також він називається «До Вітторії Колонна» чи «Модель та статуя»
б. ^ Ліплення боццетто (як етюду чи ескізу) чи моделло може використовуватися як підготовчий етап у створенні скульптури із твердого матеріалу
в. ^ 12 дюймів. Вважається, що ця модель — «Оголений чоловік», що зберігається у Каза Буонарроті

## Для подальшого читання
- Гильдебранд А. Проблема формы в изобразительном искусстве = Das Problem der Form in der bildenden Kunst. — М, 1914. — С. 68-77. (рос.)
- Павлинов П. О. О творческом методе Микеланджело скульптора // Искусство, 1964. — № 2. — с. 57 —65 (рос.)
- Ротенберг Е. Микеланджело. Вопросы творческого метода // Микеланджело и его время. Сборник статей. — М., 1978. — с. 17 —31 (рос.)
- Goldscheider L. Michelangelo's Bozzetti for Statues in the Medici Chapel. — London, 1957. (англ.)
- Kauffmann H. Bewegungsformen an Michelangelo Statuen. — Berlin, 1951. — С. 141-151. (нім.)
- MacLagan, Eric. (січень 1924). The Wax Models by Michael Angelo in the Victoria and Albert Museum. The Burlington Magazine for Connoisseurs. The Burlington Magazine Publications Ltd. 44 (250): 4-5+7-9+11-12+14-16. Архів оригіналу за 7 березня 2016. Процитовано 5 квітня 2012. (англ.)
- Tolnay C. de. Michelangelo e il blocco. — Roma, 1967. — С. 99-102. (італ.)